# Сел сир Бел
Сел сир Бел (фр. Celles-sur-Belle) насеље је и општина у западној Француској у региону Поату-Шарант, у департману Де Севр која припада префектури Ниор.
По подацима из 2011. године у општини је живело 3744 становника, а густина насељености је износила 100,54 становника/km². Општина се простире на површини од 37,24 km². Налази се на средњој надморској висини од 118 метара (максималној 162 m, а минималној 60 m).

## Демографија
| 1962. | 1968. | 1975. | 1982. | 1990. | 1999. | 2011. |
| ----- | ----- | ----- | ----- | ----- | ----- | ----- |
| 2.683 | 2.685 | 2.898 | 3.274 | 3.425 | 3.480 | 3.744 |

График промене броја становника у току последњих година

## Партнерски градови
- Амштетен (Њемачка)